# Junceella surculus
Junceella surculus is een zachte koraalsoort uit de familie Ellisellidae. De koraalsoort komt uit het geslacht Junceella. Junceella surculus werd in 1855 voor het eerst wetenschappelijk beschreven door Valenciennes. 